# Думнони

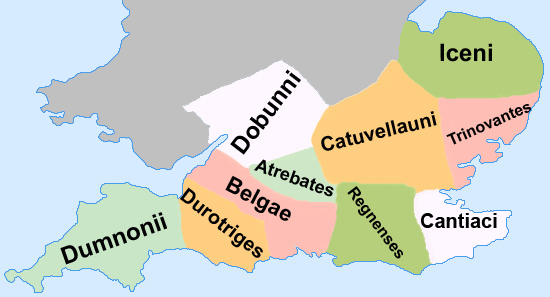

Думнони, думнонії — плем'я бритів, які населяли історичну область Думнонія, що охоплювала територію теперішніх англійських графств Девоншир, Корнуолл, захід Сомерсета, розташованих на південному заході Англії. На сході думнони межували з племенем дуротригів. Від думноніїв, можливо, відокремлювалися корновії, які мешкали у Корнуоллі.

## Дані
Історично думнони займали відносно ізольовану територію у межах теперішніх графств Англії Сомерсет, Девоншир, Корнуолл і, можливо, Дорсет. Як свідчить кераміка цього племені, вони підтримувала тісні культурні зв'язки з населенням півострова Арморика, що знаходиться через протоку Ла-Манш, а не з південно-східною Британією. Найімовірніше, думнони не були політично єдині.
Клавдій Птолемей у своїй праці Географія ІІ століття зазначав, що на захід від племені дуротригів знаходилися чотири міста: Іска Думноніорум (пізніше Caeresk, нині Ексетер), Тамара (імовірно на річці Теймар в області сучасного Плімута), Укселла (можливо на річці Акс) і Воліба (невідоме місце знаходження).
У післяримський період на території проживання думнонів виникло бритське королівство Думнонія, яка охоплювало весь півострів Корнуолл, яке, можливо, складалося з низки дрібних держав.

## Мова
Думнони розмовляли південно-західним діалектом загальнобритської мови, який був попередником сучасних корнської та бретонської мов.